# 2500e à 2001e millénaires avant le présent
Aube de l'humanité |
4000e à 3001e millénaires AP |
3000e à 2501e millénaires AP |

2500e à 2001e millénaires avant le présent
|
2000e à 1501e millénaires AP |
1500e à 1001e millénaires AP |
1000e à 701e millénaires AP

Cet article traite de l’histoire évolutive de la lignée humaine entre 2,5 et 2 millions d’années avant le présent (AP). Cette période est celle de l'émergence des deux plus anciennes espèces du genre Homo décrites à ce jour, Homo rudolfensis et Homo habilis, dont les fossiles ont été trouvés depuis 1960 en Afrique de l'Est. Les outils lithiques de cette époque se rattachent à l'Oldowayen.

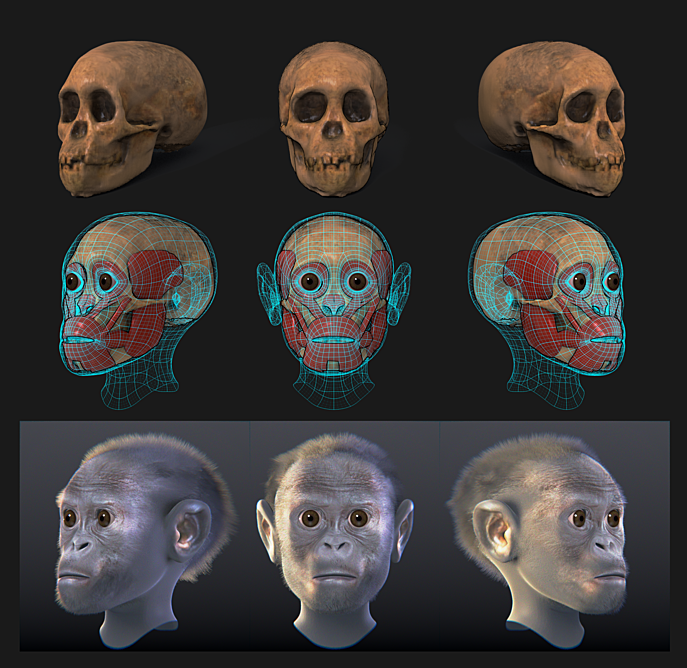
Reconstruction faciale de l'enfant de Taung

## Évènements

### Afrique

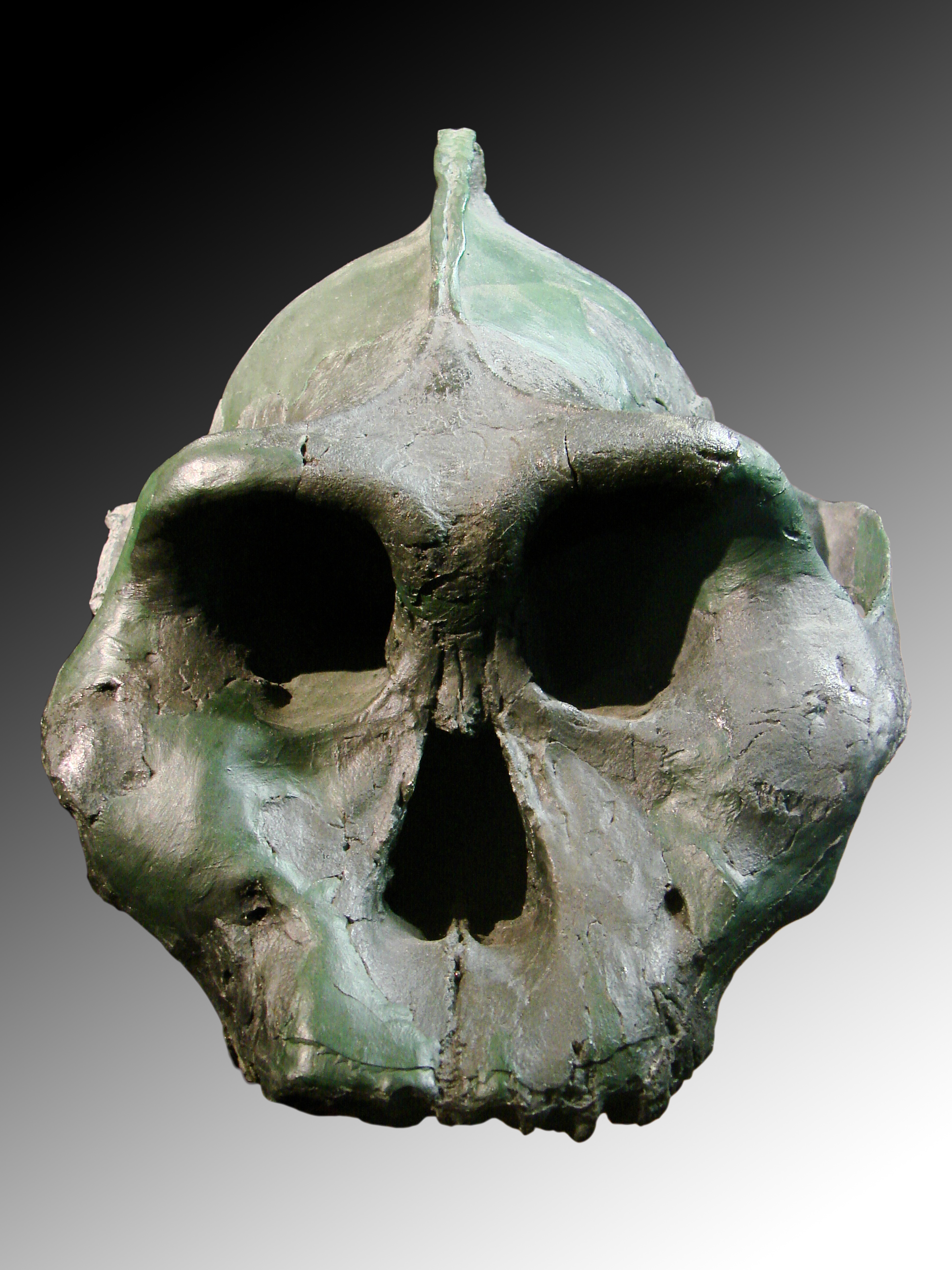
KNM-WT 17000, le Crâne noir

- 2,5 millions d’années avant le présent (AP) :
  - fossile désigné sous le nom d' « enfant de Taung », crâne d'un individu juvénile de l'espèce Australopithecus africanus, découvert en 1924 près de Kimberley, en Afrique du Sud, et décrit en 1925 par Raymond Dart. Sa découverte donne lieu à la création du genre Australopithèque.
  - Australopithecus garhi, australopithèque découvert en 1997 sur un site datant de 2,5 millions d'années, près du village de Bouri, dans la moyenne vallée de l’Awash, dans la région Afar, en Éthiopie. Il a été retrouvé à proximité d'ossements d'antilopes et de chevaux, dont certains portent des marques de découpe par des éclats de pierre. Des outils de pierre taillée de type oldowayen ont été découverts sur des sites voisins, mais pas en association directe avec Australopithecus garhi[1].
  - KNM-WT 17000, surnommé le Crâne noir, est un crâne fossile de Paranthropus aethiopicus, découvert en 1985 à l'ouest du lac Turkana, au Kenya. Il confirme l'existence de cette espèce de paranthropes, déjà introduite par Camille Arambourg et Yves Coppens sur la base d'une mandibule découverte en 1967 à Shungura, dans la vallée de l'Omo, au sud de l'Éthiopie.

- 2,4 millions d’années AP : les seconds plus anciens spécimens connus du genre Homo sont une mandibule fossile de l’espèce Homo rudolfensis (UR 501), découverte en 1991 au Malawi (2,4 à 2,5 millions d’années), un os temporal (KNM-BC-1) de Chemeron, au Kenya (2,4 millions d'années), et un maxillaire (AL 666-1) de Hadar, en Éthiopie (2,33 millions d'années)[2]. L'attribution du dernier fossile à Homo habilis demeure discutée. Cette espèce fut décrite en 1964 par Louis Leakey, Phillip Tobias et John Napier, à la suite de la découverte en 1960 des premiers fossiles de l'espèce sur le site d'Olduvaï en Tanzanie.

- 2,34 millions d’années AP : découverte en 1997 par la préhistorienne française Hélène Roche et le kenyan Mzalendo Kibunjia d'une industrie lithique à éclats sur le site de Lokalalei, à l'ouest du lac Turkana, au Kenya. Les auteurs de cette industrie ne sont pas connus.

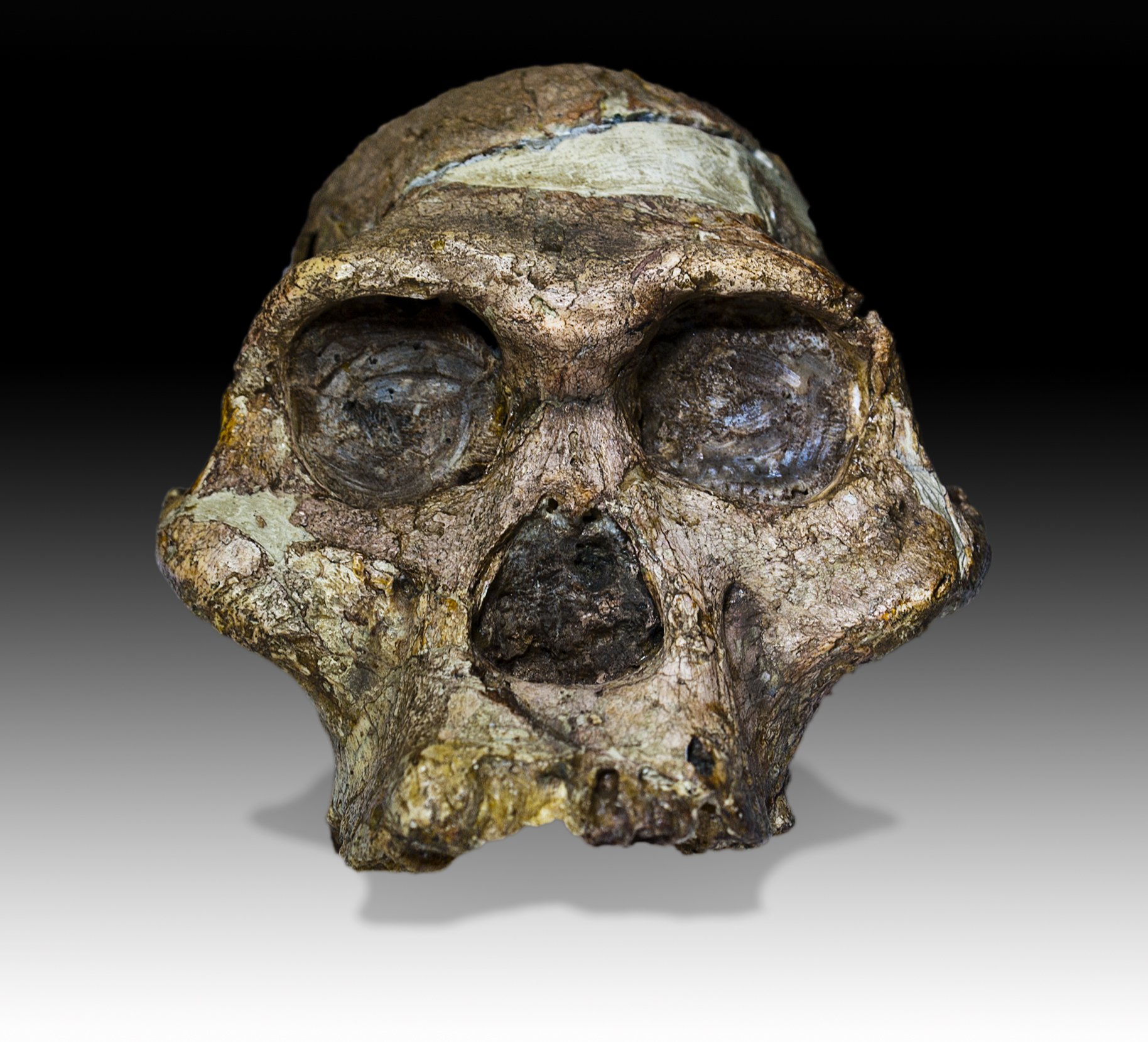
Crâne de Mrs. Ples, spécimen dAustralopithecus africanus

- 2,3 millions d’années AP : Mrs. Ples, surnom donné au crâne fossile le plus complet de l'espèce Australopithecus africanus, découvert en 1947 en Afrique du Sud par les paléoanthropologues Robert Broom et John T. Robinson (en). L'espèce Australopithecus africanus aurait existé entre 2,8 et 2,3 millions d'années.

- Entre 2,4 et 1,9 millions d'années AP : le site préhistorique d'Aïn Boucherit, dans la commune de Guelta Zerka (wilaya de Sétif), en Algérie, livre en 2018 une industrie lithique oldowayenne, la plus ancienne connue d'Afrique du Nord et l'une des plus anciennes du continent africain[3].

- De 2,3 à 2 millions d'années AP :  la formation géologique de Shungura, le long de la basse vallée de l'Omo, près du lac Turkana, a une puissance de 766 m, allant de 3,6 à 1,05 million d'années, mais seule une tranche d'environ 300 000 ans a livré de l'outillage lithique (dont beaucoup de petits éclats en quartz)[4].

### Asie
- 2,48 millions d’années avant le présent (AP) : le site de Longgupo, dans le district de Wushan de la municipalité de Chongqing, en Chine centrale, est réétudié en 2015 par Éric Boëda et Jean-Jacques Bahain, qui lui donnent une âge de 2,48 millions d'années[5]. En 1985 ont été découverts sur ce site, par l’équipe scientifique dirigée par Huang Wanpo, un outillage lithique de mode 1, accompagnant un fragment de mandibule et une incisive isolée, appartenant à l'Homme de Wushan, dont l'attribution reste controversée entre genre Homo et grand singe de type ponginé.

- 2,12 millions d’années AP : le site de Shangchen, en Chine centrale, a livré des outils lithiques, trouvés entre 2004 et 2017, datés en 2018 jusqu'à 2,12 millions d'années par le paléomagnétisme, et qui figurent ainsi parmi les plus anciens connus en Chine[6].

- 2 millions d’années AP : le site de Longgudong, à Jianshi, en Chine du Sud, fouillé en 1999 et 2000, a livré des outils lithiques et des dents fossiles peut-être attribuables au genre Homo, datés en 2017 d'environ 2 millions d'années[7].